# Courses Montreux-Les-Rochers-de-Naye
Les courses Montreux-Les-Rochers-de-Naye (anciennement course Montreux-Les-Rochers-de-Naye) sont des épreuves de course de montagne reliant la ville de Montreux aux rochers de Naye dans le canton de Vaud en Suisse. L'événement a été créé en 1981 par le Club athlétique de Montreux.

## Histoire
À la suite du succès de Sierre-Zinal, un groupe d'amis se réunit et forme le Club athlétique de Montreux sous la présidence de Francis Brülhart. Ils décident d'organiser une course de montagne sur la Riviera vaudoise. En 1978 est donc créée la course Montreux-Les Paccots, mais les travaux de l'autoroute A12 compliquent l'organisation de la course. Un nouveau parcours est donc proposé qui part toujours de Montreux mais rejoint les rochers de Naye en passant par les gorges du Chauderon. La première édition a lieu en 1981, trois mois après la dernière édition de la course Montreux-Les-Paccots, pour faciliter la transition. 588 participants rallient la ligne d'arrivée.
En 2004, l'organisation est contrainte d'annuler la course à 2 mois du départ en raison de contraintes financières. La course reprend ses droits l'année suivante avec le tracé initial.
En 2010, la course accueille les Championnats suisses de course en montagne. David Schneider s'impose chez les hommes en terminant deuxième derrière Jonathan Wyatt. Chez les femmes, c'est Martina Strähl qui est couronnée en établissant le record du petit parcours en 52 min 16 s.

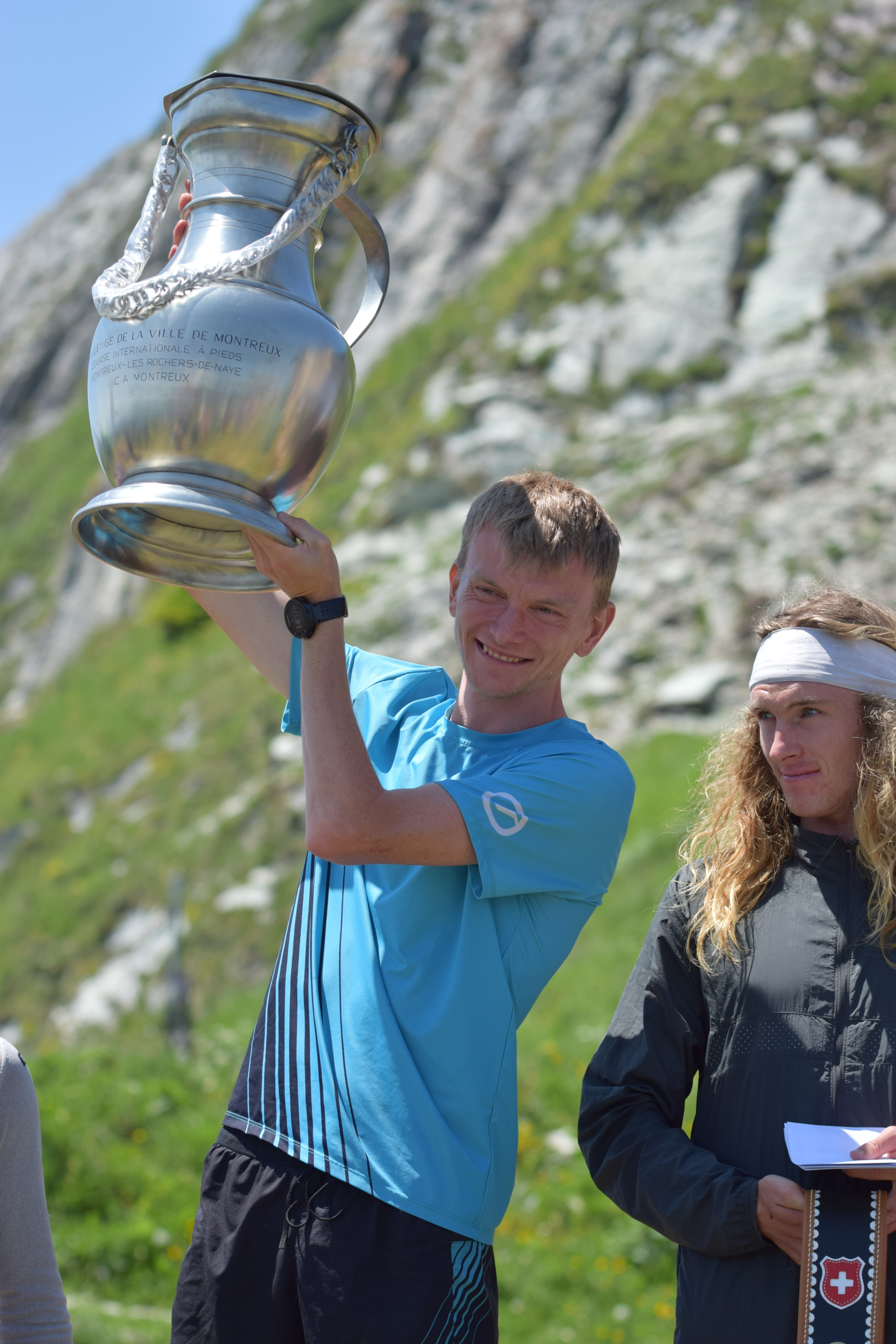
Le Français Théodore Klein soulevant la channe géante du vainqueur en 2025.

Une particularité de la course est que le vainqueur se voit remettre une channe géante qu'il peut conserver après sa 3e victoire. Les femmes ont droit à cet honneur depuis 2016.
À partir de 2015, le départ est donné par blocs afin d'éviter les embouteillages sur le sentier des gorges du Chauderon.
En 2018, le nombre de participants bat un nouveau record avec 1 266 inscriptions, tout proche du numerus clausus de 1 300 inscrits.
L'édition 2020 est annulée en raison de la pandémie de Covid-19.
En raison des mesures sanitaires liées à la pandémie, l'édition 2021 voit son organisation modifiée. La course Caux-Les-Rochers-de-Naye est supprimée. Le nombre d'inscriptions est limité à 500 participants et les départs se font en petits groupes par vagues de départ échelonnées.
En 2025, l'événement est enrichi d'une nouvelle épreuve de type kilomètre vertical reliant Caux aux Rochers-de-Naye par un chemin plus direct que celui des autres courses passant par Sonchaux. Elle est nommée la Directissime, tandis que les courses Montreux-Les-Rochers-de-Naye et Caux-Les-Rochers-de-Naye sont renommées la Classique et la Cadette respectivement.

## Parcours

### La Classique
D'abord estimé à 17 kilomètres lors de la première édition puis à 19,7 kilomètres, le parcours exact est officiellement homologué à 18,8 kilomètres en 1991. D'une dénivellation de 1 594 mètres, il relie la ville de Montreux à la gare des Rochers-de-Naye en empruntant les gorges du Chauderon, puis en traversant les villages de Glion et Caux et le hameau de Sonchaux.
Entre 1997 et 2003, les coureurs parcourent une boucle supplémentaire de 1,5 kilomètre dans Montreux, portant la longueur totale du parcours à 20,3 km.
En 1999, en raison d'un éboulement dans les gorges, le tracé est légèrement modifié. Il rejoint la route du Pont de Pierre à la hauteur de Sonzier.
Un accident mortel en mai 2021 provoque la fermeture des gorges du Chauderon afin de sécuriser ces dernières,. Les organisateurs sont contraints de modifier le parcours afin d'éviter le passage par les gorges. Le départ est déplacé dans le quartier des Planches pour faciliter les départs échelonnés. Le parcours emprunte des sentiers jusqu'au village de Sonzier puis suit la route du Pont de Pierre où il rejoint le parcours traditionnel. Il mesure 17,6 km pour 1 518 m de dénivelé.
Les gorges du Chauderon n'étant pas encore rouvertes en 2022, le parcours emprunte une déviation par Sonzier et la route du Pont de Pierre pour une longueur quasiment identique au parcours original.

### La Cadette

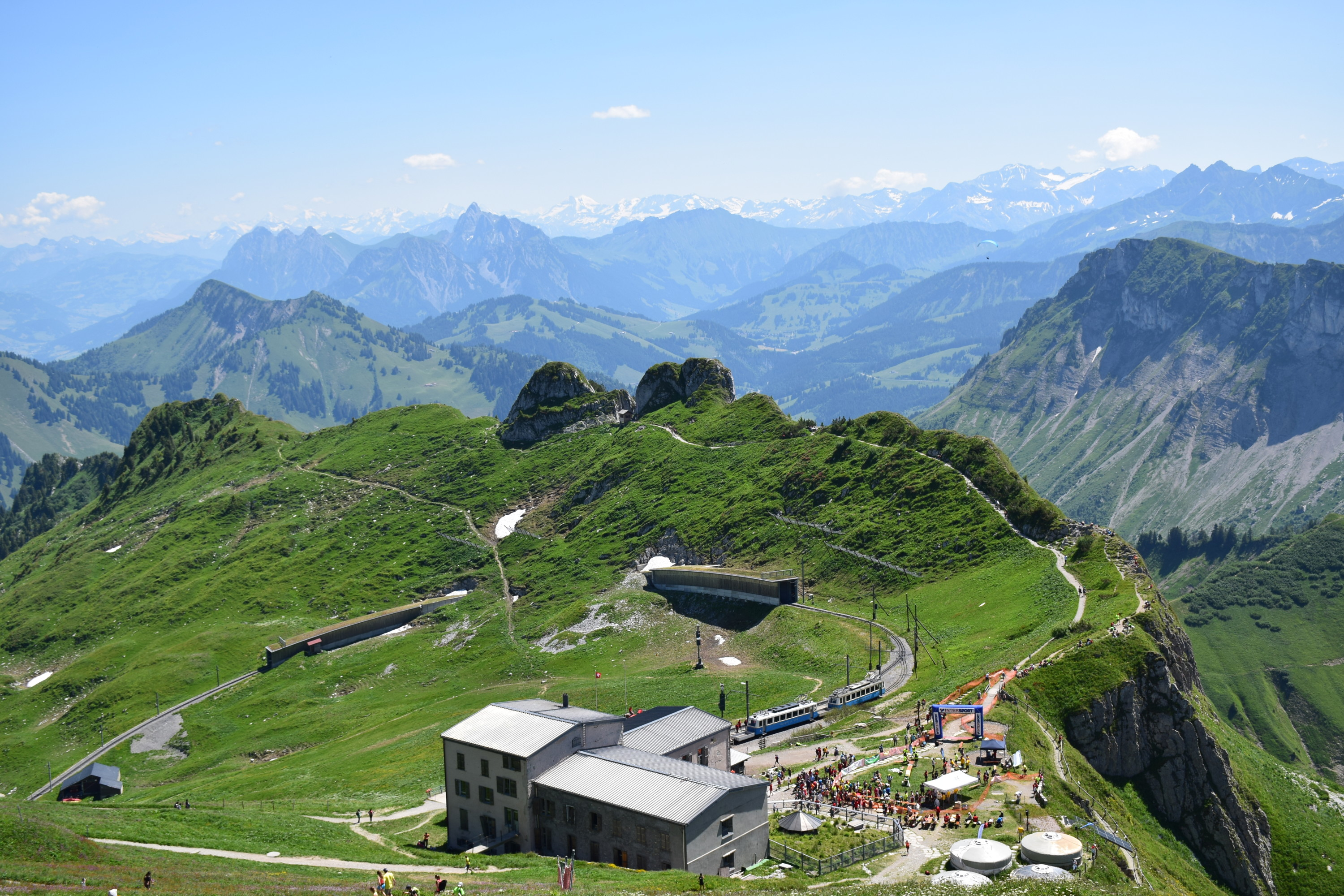
Arrivée de la course à côté de la gare des Rochers-de-Naye en 2018.

En 2009, afin de préparer les championnats suisses de course en montagne qui auront lieu l'année suivante, un petit parcours de 9,5 kilomètres et 920 m de dénivelé est créé. Partant depuis Caux, il suit le même tracé que la Classique jusqu'aux rochers de Naye.

### La Directissime
Le départ est donné à Caux. Le parcours emprunte le sentier menant au Haut-de-Caux puis poursuit la montée jusqu'à l'alpage de Chamossale. Le parcours suit alors une portion plane avant d'effectuer la montée jusqu'à Sautodoz où il rejoint le parcours des autres épreuves pour terminer la montée jusqu'à la Gare des Rochers-de-Naye où est donnée l'arrivée. Il mesure 5,5 km pour 970 m de dénivelé.

## Vainqueurs

### La Classique/Montreux-Les-Rochers-de-Naye
| Année | Hommes                                              | Temps                                               | Femmes                                              | Temps                                               |
| ----- | --------------------------------------------------- | --------------------------------------------------- | --------------------------------------------------- | --------------------------------------------------- |
| 1981  | Chuck Smead                                         | 1 h 28 min 09 s                                     | Patricia Gaccond                                    | 2 h 10 min 08 s                                     |
| 1982  | Chuck Smead                                         | 1 h 29 min 47 s                                     | Anne Blickle                                        | 2 h 02 min 57 s                                     |
| 1983  | Mike Short                                          | 1 h 31 min 28 s                                     | Martine Bouchonneau                                 | 1 h 51 min 56 s                                     |
| 1984  | Erich Amann                                         | 1 h 28 min 51 s                                     | Eroica Staudenmann                                  | 2 h 00 min 18 s                                     |
| 1985  | Beat Imhof                                          | 1 h 28 min 52 s                                     | Martine Bouchonneau                                 | 1 h 50 min 51 s                                     |
| 1986  | Beat Imhof                                          | 1 h 29 min 27 s                                     | Annick Mérot                                        | 2 h 00 min 24 s                                     |
| 1987  | Beat Imhof                                          | 1 h 27 min 25 s                                     | Karin Möbes                                         | 1 h 49 min 09 s                                     |
| 1988  | Jay Johnson                                         | 1 h 26 min 31 s                                     | Fabiola Rueda                                       | 1 h 45 min 57 s                                     |
| 1989  | Charly Doll                                         | 1 h 26 min 54 s                                     | Fabiola Rueda                                       | 1 h 45 min 57 s                                     |
| 1990  | Peter Luchs                                         | 1 h 32 min 14 s                                     | Fabiola Rueda-Oppliger                              | 1 h 56 min 10 s                                     |
| 1991  | Eric Sudan                                          | 1 h 30 min 51 s                                     | Fabiola Rueda-Oppliger                              | 1 h 46 min 01 s                                     |
| 1992  | Jörg Hägler                                         | 1 h 30 min 49 s                                     | Monika Graf                                         | 1 h 57 min 09 s                                     |
| 1993  | Jörg Hägler                                         | 1 h 29 min 58 s                                     | Françoise Guidini                                   | 1 h 54 min 23 s                                     |
| 1994  | Robin Bryson                                        | 1 h 31 min 23 s                                     | Madeleine Nyffenegger                               | 2 h 08 min 23 s                                     |
| 1995  | Christophe Jaquerod                                 | 1 h 32 min 52 s                                     | Elsbeth Heinzle                                     | 1 h 57 min 09 s                                     |
| 1996  | Christophe Demand                                   | 1 h 38 min 53 s                                     | Marianne Cuennot                                    | 2 h 08 min 36 s                                     |
| 1997  | Christophe Demand                                   | 1 h 39 min 34 s                                     | Fabiola Rueda-Oppliger                              | 2 h 03 min 54 s                                     |
| 1998  | Roland Ringgenberg                                  | 1 h 37 min 58 s                                     | Fabiola Rueda-Oppliger                              | 1 h 53 min 18 s                                     |
| 1999  | Claude Nicolet                                      | 1 h 38 min 18 s                                     | Fabiola Rueda-Oppliger                              | 1 h 56 min 28 s                                     |
| 2000  | Frank Türk                                          | 1 h 37 min 34 s                                     | Fabiola Rueda-Oppliger                              | 1 h 56 min 10 s                                     |
| 2001  | Mohammed Boudifa                                    | 1 h 38 min 40 s 3                                   | Ruth Gavin-Schneider                                | 1 h 59 min 27 s 1                                   |
| 2002  | Claude Nicolet                                      | 1 h 40 min 43 s 7                                   | Colette Borcard                                     | 2 h 00 min 10 s 7                                   |
| 2003  | Claude Nicolet                                      | 1 h 40 min 49 s 1                                   | Fabiola Rueda-Oppliger                              | 2 h 01 min 12 s 3                                   |
| 2004  | course annulée                                      | course annulée                                      | course annulée                                      | course annulée                                      |
| 2005  | Billy Burns                                         | 1 h 30 min 21 s 1                                   | Angéline Joly                                       | 1 h 44 min 15 s 6                                   |
| 2006  | Jacques Krähenbühl                                  | 1 h 29 min 53 s 9                                   | Fabiola Rueda-Oppliger                              | 1 h 53 min 33 s 5                                   |
| 2007  | Alexis Gex-Fabry                                    | 1 h 29 min 50 s 8                                   | Angéline Joly                                       | 1 h 42 min 40 s 1                                   |
| 2008  | Tarcis Ançay                                        | 1 h 30 min 20 s 8                                   | Angéline Joly                                       | 1 h 46 min 20 s 2                                   |
| 2009  | Jonathan Wyatt                                      | 1 h 25 min 36 s 4                                   | Anna Lupton                                         | 1 h 53 min 48 s 2                                   |
| 2010  | Jonathan Wyatt                                      | 1 h 26 min 29 s 4                                   | Fabiola Rueda-Oppliger                              | 2 h 00 min 12 s 4                                   |
| 2011  | Saúl Antonio Padua                                  | 1 h 29 min 21 s 3                                   | Susanne Habegger                                    | 1 h 54 min 42 s 3                                   |
| 2012  | César Costa                                         | 1 h 28 min 35 s 1                                   | Laura Hrebec                                        | 1 h 50 min 02 s 2                                   |
| 2013  | Saúl Antonio Padua                                  | 1 h 29 min 31 s 7                                   | Maude Mathys                                        | 1 h 43 min 35 s 3                                   |
| 2014  | Saúl Antonio Padua                                  | 1 h 28 min 48 s 3                                   | Martina Strähl                                      | 1 h 46 min 09 s 9                                   |
| 2015  | Saúl Antonio Padua                                  | 1 h 30 min 49 s 0                                   | Laura Hrebec                                        | 1 h 49 min 39 s 0                                   |
| 2016  | Robbie Simpson                                      | 1 h 26 min 04 s 6                                   | Laurence Yerly                                      | 1 h 49 min 19 s 4                                   |
| 2017  | Robbie Simpson                                      | 1 h 26 min 42 s 0                                   | Maude Mathys                                        | 1 h 36 min 37 s 0                                   |
| 2018  | Robbie Simpson                                      | 1 h 26 min 56 s 0                                   | Laura Hrebec                                        | 1 h 51 min 48 s 6                                   |
| 2019  | Saúl Antonio Padua                                  | 1 h 27 min 52 s 0                                   | Laura Hrebec                                        | 1 h 53 min 19 s 5                                   |
| 2020  | Course annulée en raison de la pandémie de Covid-19 | Course annulée en raison de la pandémie de Covid-19 | Course annulée en raison de la pandémie de Covid-19 | Course annulée en raison de la pandémie de Covid-19 |
| 2021  | Saúl Antonio Padua                                  | 1 h 24 min 47 s 7                                   | Theres Leboeuf                                      | 1 h 49 min 18 s 8                                   |
| 2022  | Théodore Klein Andrés Ruiz Malaver                  | 1 h 28 min 38 s 3                                   | Amena Worke                                         | 1 h 45 min 45 s 4                                   |
| 2023  | Xavier Chevrier                                     | 1 h 28 min 42 s 3                                   | Oria Liaci                                          | 1 h 47 min 27 s 7                                   |
| 2024  | Jonas Soldini                                       | 1 h 27 min 23 s 0                                   | Oria Liaci                                          | 1 h 54 min 28 s 8                                   |
| 2025  | Théodore Klein                                      | 1 h 30 min 59 s 1                                   | Maude Mathys                                        | 1 h 46 min 04 s 6                                   |

 Record de l'épreuve

### La Cadette/Caux-Les-Rochers-de-Naye
| Année | Hommes                                              | Temps                                               | Femmes                                              | Temps                                               |
| ----- | --------------------------------------------------- | --------------------------------------------------- | --------------------------------------------------- | --------------------------------------------------- |
| 2009  | David Janin                                         | 54 min 53 s 3                                       | Vanessa Lavie                                       | 1 h 16 min 09 s 7                                   |
| 2010  | Matthias Müller                                     | 48 min 36 s 8                                       | Martina Strähl                                      | 52 min 16 s 7                                       |
| 2011  | Zouhair Oumoussa                                    | 49 min 24 s 2                                       | Sandra Bourgnon                                     | 1 h 00 min 57 s 5                                   |
| 2012  | Alexandre Jodidio                                   | 50 min 38 s 9                                       | Nathalie von Siebenthal                             | 1 h 06 min 31 s 8                                   |
| 2013  | Alexandre Jodidio                                   | 52 min 53 s 2                                       | Nathalie von Siebenthal                             | 59 min 36 s 1                                       |
| 2014  | Diogo Lourenco                                      | 53 min 15 s 7                                       | Mélanie Naulot                                      | 1 h 04 min 07 s 5                                   |
| 2015  | Alexandre Jodidio                                   | 49 min 19 s 5                                       | Iva Milesová                                        | 1 h 02 min 39 s 1                                   |
| 2016  | Thomas Huwiler                                      | 49 min 21 s 3                                       | Laura Hrebec                                        | 55 min 15 s 2                                       |
| 2017  | César Costa                                         | 47 min 14 s 5                                       | Nathalie von Siebenthal                             | 56 min 13 s 6                                       |
| 2018  | Mathieu Bonvin                                      | 53 min 21 s 4                                       | Sarah Tunstall                                      | 56 min 57 s 6                                       |
| 2019  | Tolossa Chengere                                    | 53 min 43 s 8                                       | Caroline Ulrich                                     | 1 h 02 min 59 s 2                                   |
| 2020  | Course annulée en raison de la pandémie de Covid-19 | Course annulée en raison de la pandémie de Covid-19 | Course annulée en raison de la pandémie de Covid-19 | Course annulée en raison de la pandémie de Covid-19 |
| 2021  | Course annulée en raison de la pandémie de Covid-19 | Course annulée en raison de la pandémie de Covid-19 | Course annulée en raison de la pandémie de Covid-19 | Course annulée en raison de la pandémie de Covid-19 |
| 2022  | Nicolas Philipona                                   | 55 min 20 s 2                                       | Sophie Horrocks                                     | 1 h 07 min 55 s 6                                   |
| 2023  | César Costa                                         | 49 min 09 s 1                                       | Cristina Ribeiro                                    | 1 h 08 min 22 s 0                                   |
| 2024  | Fernando de Melo Esteves                            | 53 min 31 s 1                                       | Armelle Caillet                                     | 1 h 10 min 25 s 6                                   |
| 2025  | Stéphane Demierre                                   | 55 min 22 s 8                                       | Caterina Chinotto                                   | 1 h 09 min 54 s 5                                   |

 Record de l'épreuve

### La Directissime
| Année | Hommes                   | Temps         | Femmes          | Temps         |
| ----- | ------------------------ | ------------- | --------------- | ------------- |
| 2025  | Fernando de Melo Esteves | 42 min 06 s 8 | Armelle Caillet | 58 min 26 s 7 |

 Record de l'épreuve